# Gerald Egger
Gerald Stefan Egger (* 7. Jänner 1969) ist ein ehemaliger österreichischer Fußballspieler und nunmehriger -trainer.

## Karriere

### Als Spieler
Egger wechselte im Jänner 1990 zum Zweitligisten SK Austria Klagenfurt. Für die Klagenfurter spielte er mindestens 16 Mal in der 2. Division. Im Jänner 1992 schloss er sich der SG Steinfeld an. Zur Saison 1997/98 wechselte er zum SC Weissensee. Im Jänner 2000 kehrte er nach Steinfeld zurück.
Zur Saison 2012/13 wechselte er noch zum SV Union Lind, bei dem er nach einem Einsatz seine Karriere in der Winterpause derselben Saison beendete.

### Als Trainer
Egger trainierte zwischen 2007 und 2008 die sechstklassige SG Steinfeld, bei der er zu jenem Zeitpunkt auch als Spieler tätig war.